# Spätquartäre Avifauna

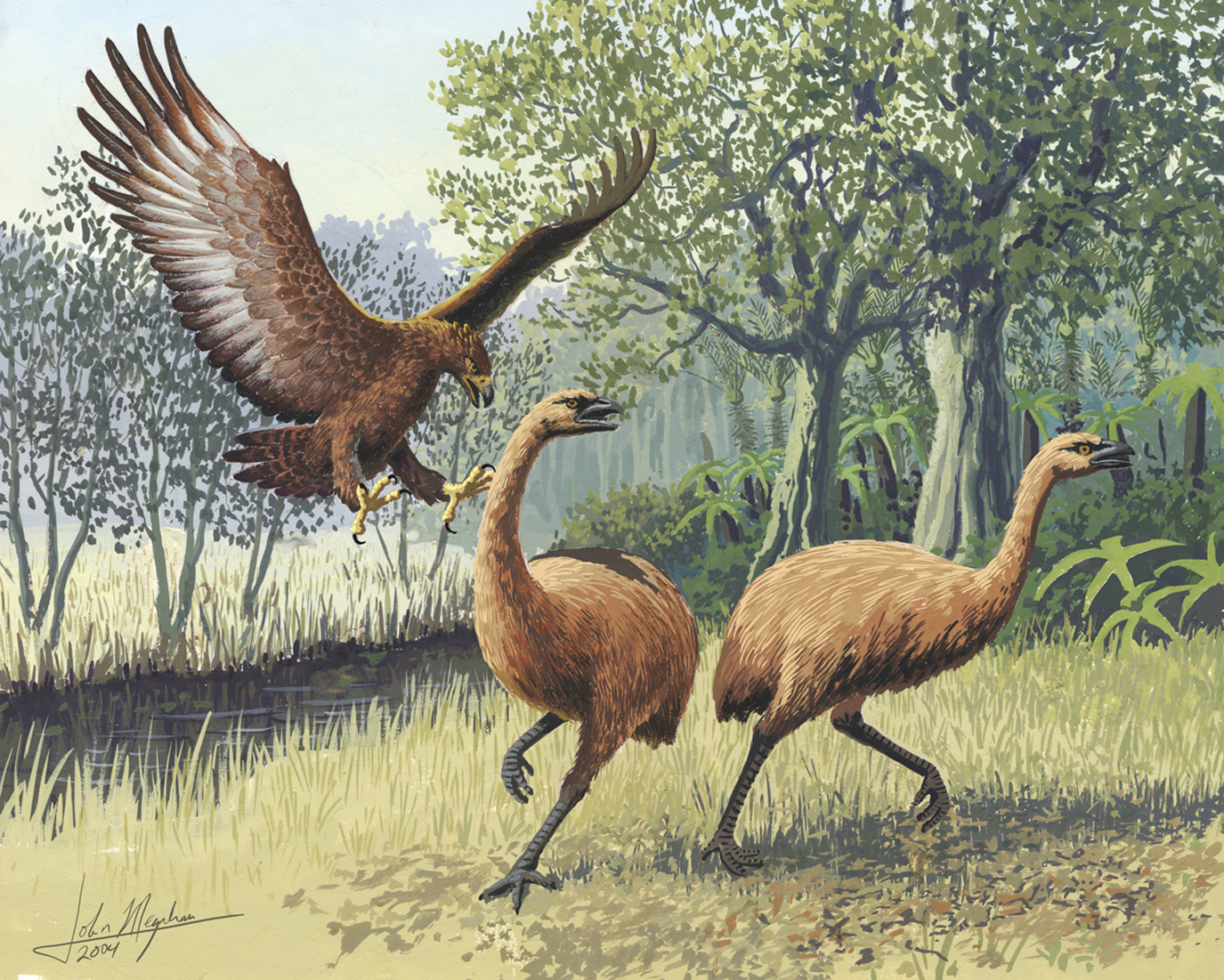
Moas werden von einem Haastadler attackiert

Die Erforschung der spätquartären Avifauna ist eine Teildisziplin der Paläornithologie, die sich mit Vogeltaxa beschäftigt, die zwischen dem Jungpleistozän und dem Jahre 1500 (Beginn der Besiedelung Amerikas und der Welt durch die Europäer) ausgestorben sind. Ein weiterer Aspekt des Forschungsfeldes ist der Zwerg- bzw. Riesenwuchs von Vögeln, der Verlust der Flugfähigkeit und die Abstammungslinie von prähistorischen zu rezenten Taxa.
Führende Vertreter auf diesem Gebiet sind oder waren Trevor H. Worthy, Storrs Lovejoy Olson, Pierce Brodkorb, Jean-Christophe Balouet, David William Steadman, Anthony Cheke, Helen Frances James, Julian Pender Hume und Alice Cibois, deren Forschungsarbeit in den Höhlen und Sedimentschichten Australiens, der Maskarenen, Hawaiis, Neuseelands, der Karibik, St. Helenas, Ascensions, Madagaskars, der Mittelmeer-Inseln, der Kanarischen Inseln, Melanesiens und Polynesiens unschätzbare Daten über die erloschene Avifauna dieser Regionen zu Tage förderte.
Einer der Pioniere der Paläornithologie war Richard Owen, der sich als erster mit der Untersuchung von Moa-Knochen beschäftigte.
In der Zeit des späten Quartärs (ab 40.000 v. Chr. bis 1500 n. Chr.) sind unzählige Vogelarten ausgestorben, die man heute nur von Knochenfunden aus Pleistozänablagerungen oder vermischten Pleistozän/Holozänablagerungen kennt und deren Alter man nur sehr schwierig mit Hilfe der Radiokohlenstoffdatierung oder DNA-Analysen feststellen kann. Bei manchen Inselformen vom Atlantik, der Karibik, dem Mittelmeer, dem indoaustralischen und pazifischen Bereich geht man bei einigen Arten sogar davon aus, dass sie bis kurz vor dem 16. Jahrhundert überlebt haben könnten.
Nach Überzeugung vieler Wissenschaftler ist vor allem der Mensch entweder direkt oder indirekt für das Aussterben vieler Vogelarten in dieser Zeit verantwortlich. Wissenschaftlich nachgewiesen ist dies bei der ersten Besiedelung der Pazifik-Inseln vor 3500 Jahren, wo die endemische Vogelwelt Schaden durch Krankheitserreger, Überjagung, Eiersammeln, Lebensraumzerstörung oder die eingeschleppte Pazifische Ratte (Rattus exulans) nahm. Auch für Australien nehmen einige Wissenschaftler dies an, was jedoch in der Fachwelt äußerst umstritten ist (vgl. Quartäre Aussterbewelle).
Die folgende Übersicht listet Vogeltaxa auf, die zwischen 40.000 v. Chr. und 1500 n. Chr. ausgestorben sind:

## Taxa

### Aepyornithiformes
†Aepyornithidae – Elefantenvögel
- Aepyornis
  - Aepyornis hildebrandti (Synonyme: Aepyornis gracilis, Aepyornis lentus) (Madagaskar)
  - Aepyornis maximus (Synonyme: Aepyornis medius, Aepyornis cursor, Aepyornis titan, Aepyornis ingens, Vorombe titan) (Madagaskar)

- Mullerornis
  - Mullerornis modestus (Synonyme: Aepyornis modestus, Mullerornis agilis, Mullerornis betsilei, Mullerornis rudis) (Madagaskar)

### Dinornithiformes
†Dinornithidae – Moas
- Anomalopteryx

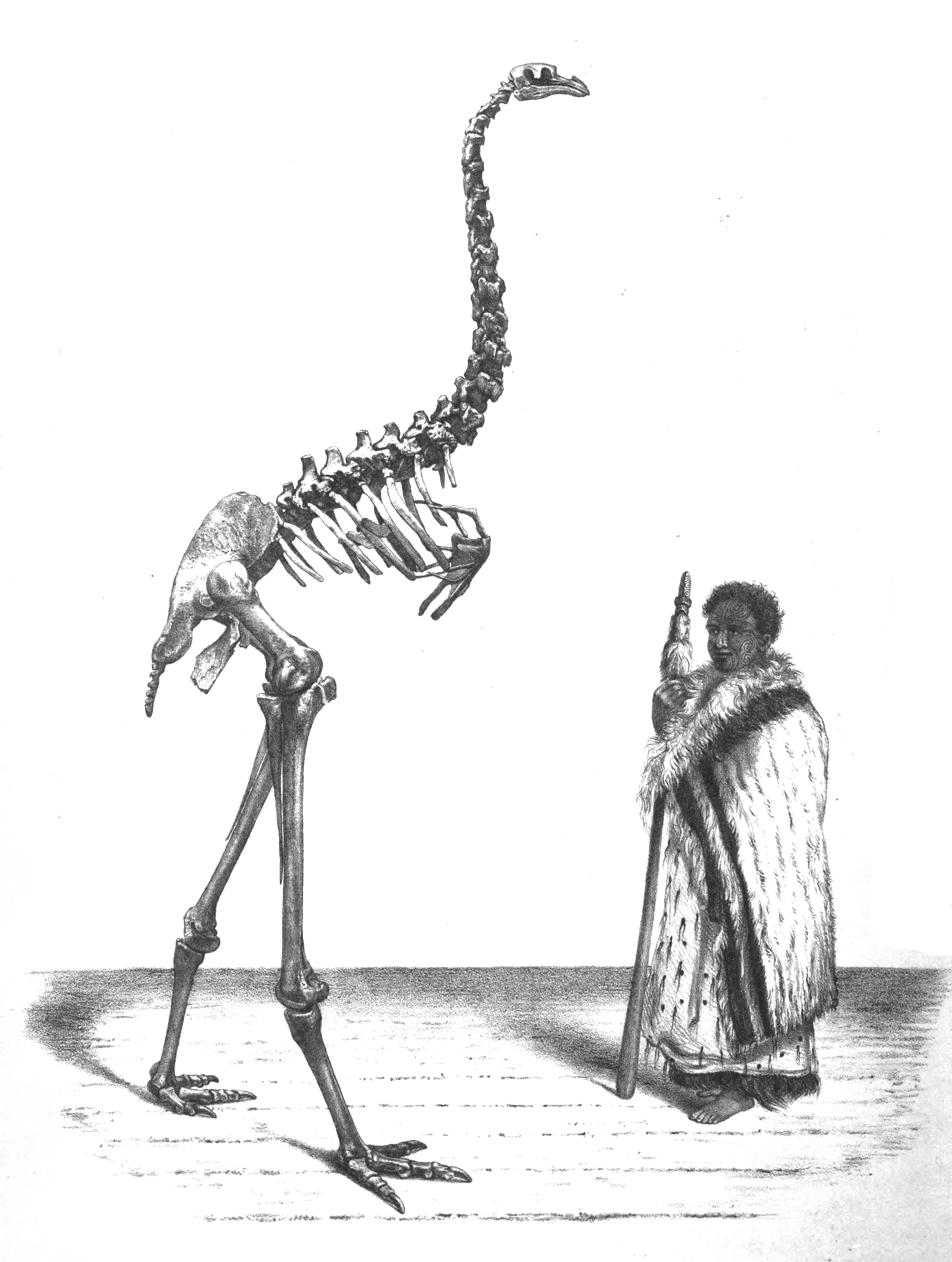
Skelett eines weiblichen Moas. Da die Weibchen wesentlich größer als die Männchen waren, wurden sie für eine eigene Art gehalten: Dinornis maximus

  - Anomalopteryx didiformis (Südinsel, Neuseeland)
- Euryapteryx
  - Euryapteryx curtus (Nordinsel, Neuseeland)
  - Euryapteryx geranoides (Südinsel, Neuseeland)
- Pachyornis
  - Pachyornis australis (Südinsel, Neuseeland)
  - Pachyornis elephantopus (Südinsel, Neuseeland)
  - Pachyornis mappini (Nordinsel, Neuseeland)
- Dinornis
  - Dinornis novaezealandiae (Nordinsel, Neuseeland)
  - Dinornis robustus (Südinsel, Neuseeland)
- Emeus
  - Emeus crassus (Südinsel, Neuseeland)
- Megalapteryx
  - Megalapteryx benhami (Südinsel, Neuseeland)
  - Megalapteryx didinus (Südinsel, Neuseeland)

### Struthioniformes
Struthionidae – Strauße
- Ausgestorbene Arten einer noch existierenden Gattung
  - Struthio anderssoni (Mongolei und China)

### Casuariiformes
Casuariidae – Kasuare
- Ausgestorbene Arten einer noch existierenden Gattung
  - Casuarius lydekkeri (New South Wales, Australien)

### Anseriformes
Diese Gruppe beinhaltet die modernen Enten und Gänse.
†Dromornithidae – Die australischen Donnervögel oder mihirungs
- †Genyornis
  - Genyornis newtoni (Australien)

Anatidae – Enten, Gänse und Schwäne
- †Cnemiornis – Neuseelandgänse
  - Südinsel-Riesengans Cnemiornis calcitrans (Südinsel, Neuseeland)
  - Cnemiornis gracilis (Nordinsel, Neuseeland)
- †Centrornis
  - Centrornis majori (Madagaskar)
- †Chelychelynechen Moa-Nalos
  - Chelychelynechen quassus (Kauaʻi, Hawaii-Inseln)
- †Ptaiochen Moa-Nalos
  - Ptaiochen pau (Maui, Hawaii-Inseln)
- †Thambetochen Moa-Nalos
  - Thambetochen chauliodous (Maui und Molokaʻi, Hawaii-Inseln)
  - Thambetochen xanion (Oʻahu, Hawaii-Inseln)
- †Chendytes
  - Chendytes lawi (Kalifornien und die südliche Küste von Oregon, Kalifornische Kanalinseln, Ostpazifik)
- †Talpanas
  - Talpanas lippa (Kauai, Hawaii-Inseln)
- Ausgestorbene Arten noch existierender Gattungen
  - Dendrocygna sp. (Aitutaki, Cookinseln)
  - Nēnē-nui, Branta hylobadistes (Maui, Hawaii-Inseln)
  - Branta rhuax (Hawaiʻi, Hawaii-Inseln) (ehemals als Geochen rhuax beschrieben, eine unidentifizierte Riesen-Hawaiigans ?Branta sp. (Olson & James, 1991) von Hawaiʻi ist mit Branta rhuax synonymisiert worden)
  - Tadorna cf. variegata (Chatham-Inseln, Südwestpazifik)
  - aff. Tadorna sp. (Kauai, Hawaii-Inseln)
  - Madagaskar-Gans Alopochen sirabensis (Madagaskar)
  - Malacorhynchus scarletti (Neuseeland)
  - Bermuda-Ente Anas pachyscelus (Bermuda-Inseln)
  - Chatham-Ente Anas chathamica (Chatham-Inseln, Südwestpazifik)
  - Anas cf. chlorotis (Macquarie, Südwestpazifik)
  - Anas sp. (Viti Levu)
  - Mergus cf. australis (Chatham-Inseln, Südwestpazifik)
  - Oxyura vantetsi (Nordinsel, Neuseeland)
  - Neuseeland-Lappenente Biziura delautouri (Neuseeland)
  - Anser aff. erythropus (Ibiza)
  - Neochen barbadiana (Barbados)
  - Neuseelandschwan, Cygnus sumnerensis (Neuseeland)
- Ausgestorbene Unterarten von noch existierenden Arten
  - Anas chlorotis ssp. nov. (Unterart der Neuseelandente von den Chatham-Inseln, Südwestpazifik)
  - Cygnus sumnerensis chathamensis (Unterart des Neuseelandschwans von den Chatham-Inseln, Südwestpazifik)
- Incertae sedis – Ungesicherte Zuordnung
  - Anatidae sp. et gen. indet. (Oʻahu, Hawaii-Inseln)
  - Anatidae sp. et gen. indet. (Rota, Marianen)

### Galliformes
Die Gruppe beinhaltet die modernen Hühnervögel und Erdwachteln
†Sylviornithidae – Sylviornis
- Sylviornis
  - Sylviornis neocaledoniae (Neukaledonien, Melanesien)

Megapodiidae – Großfußhühner
- †Megavitiornis
  - Megavitiornis altirostris (Viti Levu, Fidschi)
- †Mwalau
  - Mwalau walterlinii (Efate, Vanuatu)
- Ausgestorbene Arten einer noch existierenden Gattung
  - Megapodius alimentum (Tonga und Fidschi)
  - Megapodius sp.
    - Unbeschriebene Arten von Eua Island (Tonga), Lifuka (Tonga) und Neuirland (Melanesien)

  - Progura gallinacea (Australien)
  - Megapodius molistructor (Neukaledonien und Tonga) – könnte einem Reisebericht zufolge bis ins 18. Jahrhundert überlebt haben.
  - Megapodius amissus (Viti Levu) – könnte bis ins 19. Jahrhundert überlebt haben.

Phasianidae – Fasane, Wachteln und Verwandte
- Ausgestorbene Arten einer noch existierenden Gattung
  - Kanaren-Wachtel (Coturnix gomerae) (Kanarische Inseln, Ostatlantik)
  - Coturnix lignorum (Madeira)
  - Coturnix alabrevis (Porto Santo)
  - Coturnix centensis (Kapverdische Inseln)

### Charadriiformes
Diese Gruppe beinhaltet Möwen, Alkenvögel und Regenpfeiferartige
Laridae – Möwen
- Ausgestorbene Arten einer noch existierenden Gattung
  - Huahine-Möwe (Larus utunui) (Huahine, Gesellschaftsinseln)
  - Larus sp. (Kauaʻi, Hawaii-Inseln)
  - Larus sp. (St. Helena, Atlantik)

Charadriidae – Kiebitze und Regenpfeifer
- Ausgestorbene Arten einer noch existierenden Gattung
  - Madagaskar-Kiebitz Vanellus madagascariensis (Madagaskar)

Alcidae – Alkenvögel
- Ausgestorbene Arten einer noch existierenden Gattung
  - Fratercula dowi (Kalifornische Kanalinseln, Ostpazifik)

Scolopacidae – Schnepfen und Strandläufer
- Ausgestorbene Arten noch existierender Gattungen
  - Henderson-Strandläufer, Prosobonia sauli (Henderson, Südpazifik)
  - Mangaia-Strandläufer, Prosobonia sp. (Mangaia, Cookinseln)
  - Ua-Huka-Strandläufer, Prosobonia sp. (Ua Huka, Marquesas)
  - Forbes-Schnepfe, Coenocorypha chathamica (Chatham-Inseln, Südwestpazifik)
  - Fidschi-Schnepfe, Coenocorypha miratropica (Viti Levu, Fidschi)
  - Neu-Kaledonien-Schnepfe, Coenocorypha neocaledonica (Neukaledonien, Melanesien)
  - Norfolk-Schnepfe, Coenocorypha sp. (Norfolkinsel, Südwestpazifik)
  - Gallinago kakuki (Kuba, Cayman Brac, Cayman Islands, Bahamas)
  - Scolopax anthonyi (Puerto Rico)
  - Scolopax brachycarpa (Hispaniola)

Turnicidae – Laufhühnchen
- Ausgestorbene Arten einer noch existierenden Gattung
  - Turnix sp. (Timor, Indonesien)

### Gruiformes
Diese Gruppe beinhaltet die modernen Rallen und Kranichvögel.
- †Nesotrochis
  - Nesotrochis debooyi von Puerto Rico und den Jungferninseln (Kleine Antillen), nur durch subfossile Knochenfunde bekannt.
  - Nesotrochis steganinos (Haiti, Westindische Inseln)
  - Nesotrochis picapicensis (Kuba, Westindische Inseln)

Gruidae – Kraniche
- Ausgestorbene Arten noch existierender Gattungen
  - Kuba-Kranich (Antigone cubensis) (Kuba, Westindische Inseln)

Rallidae – Rallen
- †Capellirallus
  - Schnepfenralle, Capellirallus karamu (Nordinsel, Neuseeland)
- †Vitirallus
  - Viti-Levu-Ralle, Vitirallus watlingi (Viti Levu, Fidschi)
- †Hovacrex
  - Hovacrex roberti (Madagaskar)
- Ausgestorbene Arten noch existierender Gattungen
  - Porpyhrio kukwiedei (Neukaledonien, Melanesien)
  - Porphyrio mcnabi (Huahine, Gesellschaftsinseln)
  - Porphyrio paepae (Hiva Oa und Tahuata, Marquesas)
  - Porphyrio sp. (Buka, Salomonen)
  - Porphyrio sp. (Neuirland, Melanesien)
  -  ?Porphyrio sp. (Mangaia, Cookinseln) – könnte vermutlich auch in die Gattung Pareudiastes gehört haben, eine Umbenennung steht aber noch aus.
  - Porphyrio sp. (Norfolkinsel, Südwestpazifik)
  - Porphyrio sp. (Rota, Marianen)
  - Ibiza-Ralle, Rallus eivissensis (Ibiza, Mittelmeer)
  - Madeira-Ralle, Rallus lowei (Madeira, Makaronesien)
  - Porto-Santo-Ralle, Rallus adolfocaesaris (Porto Santo, Makaronesien)
  - Rallus sp. (von Knochenfunden von Madeira und Porto Santo bekannt).
  - São-Miguel-Ralle,  Rallus carvaoensis (São Miguel, Azoren)
  - Pico-Ralle, Rallus montivagorum (Pico, Azoren)
  - São-Jorge-Ralle, Rallus nanus (vormals irrtümlich als Rallus minutus beschrieben, dieser Name ist jedoch präokkupiert und damit ein Junior-Homonym) (São Jorge, Azoren)
  - Rallus sp. (Graciosa, Azoren)
  - Rallus sp. (Terceira, Azoren)
  - Rallus sp. (Santa Maria, Azoren)
  - Lifuka-Ralle, Nesoclopeus sp. (Lifuka, Tonga)
  - Niue-Ralle, Gallirallus huiatua (Niue, Cookinseln)
  - Mangaia-Ralle, Gallirallus ripleyi (Mangaia, Cookinseln)
  - Huahine-Ralle, Gallirallus storrsolsoni (Huahine, Gesellschaftsinseln)
  - Gallirallus vekamatolu (Eua Island, Tonga)
  - Gallirallus pendiculentus (Tinian, Marianen, Westpazifik)
  - Gallirallus pisonii (Aguignan, Marianen, Westpazifik)
  - Gallirallus temptatus (Rota, Marianen, Westpazifik)
  - Gallirallus cf. owstoni (Marianen, Westpazifik)
  - Gallirallus gracilitibia (Ua Huka, Marquesas)
  - Gallirallus epulare (Nuku Hiva, Marquesa)
  - Gallirallus roletti (Tahuata, Marquesas)
  - Gallirallus steadmani (Tubuai, Französisch-Polynesien)
  - Neuirland-Ralle, Gallirallus ernstmayri (Neuirland, Melanesien)
  - Norfolk-Ralle, Gallirallus sp. (Norfolkinsel, Südwestpazifik)
  - Gallirallus astolfoi (Rapa Iti, Austral-Inseln)
  - Hypotaenidia vavauensis (Vavaʻu, Tonga)
  - Hypotaenidia sp. (Tongatapu, Tonga)
  - Porzana ralphorum (Oʻahu, Hawaii-Inseln)
  - Porzana severnsi (Maui, Hawaii-Inseln)
  - Porzana rua (Mangaia, Cookinseln)
  - Porzana menehune (Molokaʻi, Hawaii-Inseln)
  - Porzana ziegleri (Oʻahu, Hawaii-INseln)
  - Porzana keplerorum (Maui, Hawaii-Inseln)
  - Porzana sp. (Osterinsel (Rapa Nui), Südostpazifik)
  - Porzana sp. (Hawaiʻi, Hawaii-Inseln)
  - Porzana sp. (Kauaʻi, Hawaii-Inseln)
  - Porzana sp. (Huahine, Gesellschaftsinseln)
  - Porzana sp. (Ua Huka, Marquesas)
  - Porzana sp. (Marianas, Westpazifik)
  - Porzana sp. (Maui, Hawaii-Inseln)
  -  ?Gallinula sp. (Viti Levu, Fidschi)
  - Fulica chathamensis (Chatham-Inseln, Südwestpazifik)
  - Fulica montanei (Chile)
  - Fulica prisca (Neuseeland)
  - Rallus cyanocavi (Abaco, Bahamas)
  - Rallus gracilipes (Abaco, Bahamas)
- Incertae sedis – Ungesicherte Zuordnung
  - Barbados-Ralle, Rallidae gen. et sp. indet. (Barbados, Westindische Inseln) – ehemals als Fulica podagrica klassifiziert (partim)
  - Osterinsel-Ralle, Rallidae gen. et sp. indet. (Osterinsel)
  - Fernando-de-Noronha-Ralle, Rallidae gen. et sp. indet. (Fernando de Noronha, Atlantik) – könnte bis in historische Zeiten überlebt haben.

†Aptornithidae
- Aptornis
  - Aptornis otidiformis (Neuseeland, Nordinsel)
  - Aptornis defossor (Neuseeland, Südinsel)

Rhynochetidae – Kagus
- Ausgestorbene Arten einer noch existierenden Gattung
  - Rhynochetos orarius (Neukaledonien)

### Ciconiiformes
Ciconiidae – Störche
- Ausgestorbene Arten von noch existierenden Gattungen
  - Ciconia maltha (Kalifornien)
  - Mycteria wetmorei (Kuba)
  - Leptoptilos robustus (Flores)

### Suliformes
Diese Gruppe beinhaltet die Kormorane und Tölpel.
Phalacrocoracidae – Kormorane
- Ausgestorbene Art einer noch existierenden Gattung
  - Microcarbo serventyorum (Western Australia)
  - Leucocarbo septentrionalis (Neuseeland)

Sulidae – Tölpel
- Ausgestorbene Unterart einer noch existierenden Art
  - Papasula abbotti costelloi (Ua Huka, Marquesas)
  - Papasula abbotti nelsoni (Maskarenen)

### Pelecaniformes
Diese Gruppe beinhaltet die modernen Pelikane, die Reiher und die Ibisse.
Ardeidae – Reiher
- Ausgestorbene Arten von noch existierenden Gattungen
  - Ardea bennuides (Vereinigte Arabische Emirate)
  - Eua-Nachtreiher, Nycticorax sp. (’Eua, Tonga)
  - Lifuka-Nachtreiher, Nycticorax sp. (Lifuka, Tonga) – könnte mit der Art von ’Eua identisch sein
  - Niue-Nachtreiher, Nycticorax kalavikai (Niue, Cook-Inseln)
- Incertae sedis – Ungesicherte Zuordnung
  - Ardeidae gen. et sp. indet. (Osterinsel, Ostpazifik)

Threskiornithidae – Ibisse
- †Maui-Nui-Ibisse (Apteribis)
  - Apteribis brevis (Maui, Hawaii-Inseln)
  - Apteribis glenos (Molokaʻi, Hawaii-Inseln)
  - Apteribis sp. (Maui, Hawaii-Inseln)
  - Apteribis sp. (Lānaʻi, Hawaii-Inseln)
- †Xenicibis
  - Xenicibis xympithecus (Jamaika, Westindische Inseln)

### Procellariiformes
Diese Gruppe beinhaltet Albatrosse, Sturmvögel, Sturmschwalben und Wellenläufer.
Procellariidae – Sturmvögel
- Ausgestorbene Arten von noch existierenden Gattungen
  - Kanarischer Sturmtaucher (Puffinus holeae) (Fuerteventura, Kanarische Inseln und die Atlantikküste der Iberischen Halbinsel)
  - St.-Helena-Sturmtaucher (Puffinus pacificoides) (St. Helena, Südatlantik)
  - Puffinus olsoni (Kanarische Inseln, Ostatlantik)
  - Scarlettsturmtaucher (Puffinus spelaeus) (Südinsel, Neuseeland)
  - Puffinus sp. (Menorca, Balearen) – könnte eine erloschene Population einer noch existierenden Art sein
  - Pterodroma jugabilis (Oʻahu, Hawaii, Hawaii-Inseln)
  - Pterodroma sp. (El Hierro, Kanarische Inseln) – könnte eine erloschene Population einer noch existierenden Art sein
  - Pterodroma sp. (Chatham-Inseln, Südwestpazifik)
  - Pterodroma sp. (Hendersoninsel, Südpazifik)
- Incertae sedis – Ungesicherte Zuordnung
- Ausgestorbene Arten noch existierender Gattungen
  - Procellariidae sp. (Osterinsel, Ostpazifik) – könnte eine erloschene Population einer noch existierenden Art sein

### Sphenisciformes
Spheniscidae – Pinguine
- Ausgestorbene Arten einer noch existierenden Gattung
  - Eudyptes warhami (Chatham-Inseln, Südwestpazifik) – könnte möglicherweise bis 1867 überlebt haben

- Ausgestorbene Unterarten einer noch existierenden Art
  - Eudyptes antipodes richdalei (Chatham-Inseln, Südwestpazifik) – ausgestorbene Unterart des Gelbaugenpinguins, von Knochenfunden aus dem frühen Holozän (7000 yBP) bekannt.

### Columbiformes
Columbidae – Tauben
- †Dysmoropelia
  - Dysmoropelia dekarchiskos (St. Helena, Atlantik) – bisher nur von Pleistozänablagerungen bekannt, könnte aber bis zur frühen Besiedelung St. Helenas im 16. Jahrhundert überlebt haben.
- †Natunaornis
  - Natunaornis gigoura (Viti Levu, Fidschi)
- †Bountyphaps
  - Bountyphaps obsoleta (Hendersoninsel, Südpazifik)
- †Tongoenas
  - Tongoenas burleyi (Tongatapu, Tonga, Pazifik)
- Ausgestorbene Arten noch existierender Gattungen
  - Columba melitensis (Malta)
  - Huahine-Kuckuckstaube (Macropygia arevarevauupa) (Huahine, Gesellschaftsinseln)
  - Macropygia heana (Marquesas, Pazifik)
  - Puerto-Rico-Taube (Geotrygon larva) (Puerto Rico, Westindische Inseln)
  - Riesenerdtaube (Gallicolumba nui) (Marquesas und Cook-Inseln)
  - Gallicolumba leonpascoi (Hendersoninsel, Südpazifik)
  - Neukaledonische Erdtaube (Gallicolumba longitarsus) (Neukaledonien)
  - Gallicolumba sp. (Huahine, Gesellschaftsinseln) – könnte identisch mit oder Unterart von Gallicolumba nui sein
  - Gallicolumba sp. (Mangaia, Cookinseln) – könnte identisch mit oder Unterart von Gallicolumba nui sein
  - Gallicolumba sp. (Rota, Marianen)
  - Didunculus placopedetes (Tonga, Pazifik)
  - Caloenas canacorum (Neukaledonien)
  - Caloenas sp. (Tonga)
  - Ducula harrisoni (Hendersoninsel, Südpazifik)
  - Ducula lakeba (Lakeba, Fidschi)
  - Ducula david (’Eua, Foa und Lifuka, Tonga sowie Uvea, Wallis und Futuna)
  - Ducula tihonireasini (Taravai, Gambierinseln)
  - Ducula shutleri (’Eua, Foa und Lifuka, Tonga)
  - Ducula cf. galeata (Cookinseln) – könnte sich um eine neue unbeschriebene Art handeln.
  - Ducula cf. galeata (Gesellschaftsinseln) – könnte sich um eine neue unbeschriebene Art handeln.
  - Ducula sp. (Viti Levu, Fidschi) – könnte identisch mit D. lakeba gewesen sein.
  - Ducula sp. (Rapa Iti, Austral-Inseln)
  - Ptilinoipus sp. (Tubuai, Austral-Inseln)
  - cf. Zenaida aurita (Bermuda) – könnte identisch mit Zenaida aurita gewesen sein.

### Psittaciformes
Strigopidae
- Ausgestorbene Arten einer noch existierenden Gattung
  - Chatham-Kaka (Nestor chathamensis) (Chatham-Inseln, Südwestpazifik)

Cacatuidae – Kakadus
- Ausgestorbene Arten einer noch existierenden Gattung
  - Cacatua sp. (Neukaledonien)
  - Cacatua sp. (Neuirland)

Psittacidae – Papageien, Sittiche und Lories
- Ausgestorbene Arten noch existierender Gattungen
  - Vini sinotoi (Marquesas, Huahine, Pazifik)
  - Vini vidivici (Marquesas, Huahine, Pazifik)
  - Polynesischer Edelpapagei (Eclectus infectus) (Tonga, Vanuatu) – Einer Zeichnung zufolge könnte er bis ins 18. Jahrhundert überlebt haben
  - St.-Croix-Ara, Ara autocthones (Saint Croix, Westindische Inseln)
  - Cyanoramphus sp. (Campbell Island, Neuseeland)
  - Cyanoramphus sp. (Rapa Iti, Austral-Inseln)
- Incertae sedis – Ungesicherte Zuordnung
  - Psittacidae gen. et sp. indet. 1 (Osterinsel)
  - Psittacidae gen. et sp. indet. 2 (Osterinsel)
  - Psittacidae gen. et sp. indet. (Rota, Marianen)

### Cuculiformes
Cuculidae – Kuckucke
- Ausgestorbene Arten noch existierender Gattungen
  - Eudynamis cf. taitensis (Hendersoninsel)
  - Coua primaeva (Madagaskar)
  - Coua berthae (Madagaskar)
- Ausgestorbene Unterart einer noch existierenden Art
  - Geococcyx californianus conklingi (Südwestliches Nordamerika)

### Accipitriformes
Greifvögel
†Teratornithidae – Teratorns oder Riesengeier
- Teratornis
  - Teratornis merriami (Südwesten und Süden der USA)

Cathartidae – Neuweltgeier
- Ausgestorbene Arten einer noch existierenden Gattung
  - Coragyps occidentalis (Südwesten und Westen der USA)
  - Cathartes emsliei (Kuba, Westindische Inseln)

Accipitridae – Habichtartige
- †Gigantohierax
  - Gigantohierax suarezi (Kuba, Westindische Inseln)
- †Titanohierax
  - Titanohierax gloveralleni (Bahamas, Westindische Inseln)
  - Titanohierax sp. (Hispaniola, Westindische Inseln)
- †Harpagornis
  - Haastadler, Harpagornis moorei (Südinsel, Neuseeland) (die jüngsten Knochenfunde werden auf das Jahr 1400 datiert, gehört wahrscheinlich entweder in die Gattung Haliaeetus oder in die Gattung Aquila)
- Ausgestorbene Arten noch existierender Gattungen
  - Accipiter efficax (Neukaledonien)
  - Accipiter quartus (Neukaledonien)
  - Accipiter sp. 1 (Neuirland, Melanesien)
  - Accipiter sp. 2 (Neuirland, Melanesien) – eine der beiden Arten von Neuirland könnte mit dem rezenten Meyerhabicht (Accipiter meyerianus) identisch sein.
  - Madagaskar-Kronenadler Stephanoaetus mahery (Madagaskar)
  - Aquila sp. 1 (Madagaskar)
  - Aquila sp. 2 (Madagaskar)
  - Haliaeetus sp. (Maui, Hawaii-Inseln)
  - Waldweihe (Circus dossenus) (Molokaʻi, Ohaʻu, Hawaii-Inseln)
  - Eyles-Weihe (Circus teauteensis) (Neuseeland)
  - Aquila simurgh (Kreta), manchmal auch als Unterart des Steinadlers betrachtet.
  - Aquila nipaloides (Korsika und Sardinien)
  - Gyps melitensis (Malta, Mittelmeer)
  - Buteogallus irpus (Kuba, Hispaniola)
- Incertae sedis – Ungesicherte Zuordnung
  - Accipitridae gen. et sp. indet. (Kuba, Westindische Inseln) – ehemals Aquila/Titanohierax borrasi

### Falconiformes
Falconidae – (Falkenartige)
- Ausgestorbene Arten noch existierender Gattungen
  - Falco kurochkini (Kuba, Westindische Inseln)
  - Caracara creightoni (Bahamas und Kuba, Westindische Inseln) – könnte mit P. latebrosus identisch sein
  - Puerto-Rico-Karakara (Caracara latebrosus) (Puerto Rico, Westindische Inseln)
  - Jamaika-Karakara (Caracara tellustris) (Jamaika, Westindische Inseln)
  - Phalcoboenus napieri (Falklandinseln)

### Aegotheliformes
Aegothelidae – Höhlenschwalme
- Ausgestorbene Arten einer noch existierenden Gattung
  - Neuseeland-Höhlenschwalm (Aegotheles novaezealandiae) (Neuseeland)

### Caprimulgiformes
Caprimulgidae – Nachtschwalben oder Ziegenmelker
- Ausgestorbene Arten einer noch existierenden Gattung
  - Siphonorhis daiquiri (Kuba, Westindische Inseln) – Storrs L. Olson vermutet, dass die Art noch auf Kuba existieren könnte.

### Apodiformes
Apodidae – Segler
- Ausgestorbene Arten einer noch existierenden Gattung
  - Mangaia-Salangane (Collocalia manuoi) (Mangaia, Cookinseln) – gehört vermutlich in die Gattung Aerodramus

### Coraciiformes
Rackenvögel und Verwandte
Bucerotidae – Nashornvögel
- Ausgestorbene Arten einer noch existierenden Gattung
  - Aceros sp. (Lifou, Loyalitätsinseln)

Brachypteraciidae – Erdracken
- Ausgestorbene Arten einer noch existierenden Gattung
  - Ampoza-Erdracke, Brachypteracias langrandi (Madagaskar)

### Piciformes
Spechtvögel
Picidae – Spechte
- Ausgestorbene Arten einer noch existierenden Gattung
  - Colaptes sp. (Bermuda)

### Strigiformes
Eulen und Schleiereulen
Strigidae – Eigentliche Eulen
- †Grallistrix
  - Kauai-Langbeineule (Grallistrix auceps) (Kauaʻi, Hawaii-Inseln)
  - Langbeineule (Grallistrix erdmani) (Maui, Hawaii-Inseln)
  - Molokai-Langbeineule (Grallistrix geleches) (Molokaʻi, Hawaii-Inseln)
  - Oahu-Langbeineule (Grallistrix orion) (Oʻahu, Hawaii-Inseln)
- †Ornimegalonyx
  - Ornimegalonyx oteroi (Kuba, Westindische Inseln)
  - Ornimegalonyx minor (Kuba, Westindische Inseln)
  - Ornimegalonyx gigas (Kuba, Westindische Inseln)
  - Ornimegalonyx acevedoi (Kuba, Westindische Inseln)
- Ausgestorbene Arten von noch existierenden Gattungen
  - Aegolius gradyi (Bermuda)
  - Athene cretensis (Kreta, Mittelmeer)
  - Asio priscus (San Miguel Island, Channel Islands)
  - Athene sp. (Puerto Rico, Karibik)
  - Athene sp. (Euböa, Mittelmeer)
  - Ninox cf. novaeseelandiae (Neukaledonien) – könnte sich um eine Population des Neuseeland-Kuckuckskauzes handeln.
  - Madeira-Zwergohreule (Otus mauli)
  - Porto-Santo-Zwergohreule (Otus cf. Otus mauli)
  - Azoren-Zwergohreule (Otus frutuosoi)

Tytonidae – Schleiereulen
- Ausgestorbene Arten einer noch existierenden Gattung
  - Tyto? letocarti (Neukaledonien)
  - Tyto maniola (Kuba, Westindische Inseln)
  - Tyto melitensis (Malta, Mittelmeer)
  - Tyto noeli (Kuba, Westindische Inseln, Barbuda) (Tyto neddi ist ein Synonym)
  - Tyto cravesae (Kuba, Westindische Inseln)
  - Tyto ostologa (Hispaniola, Westindische Inseln) (könnte nach Ansicht von Alexander Wetmore bis ins 18. Jahrhundert überlebt haben).
  - Tyto pollens (Andros, Bahamas, Kuba, Westindische Inseln) (Tyto riveroi ist ein Synonym)
  - Tyto cf. novaehollandiae (Mussau, Melanesien)
  - Tyto cf. novaehollandiae (Neuirland, Melanesien)
  - Tyto sp. (Neuirland, Melanesien)
  - Tyto sp. (Guadeloupe, Karibik)
- Ausgestorbene Unterart einer noch existierenden Art
  - Puerto-Rico-Schleiereule (Tyto glaucops cavatica) (Puerto Rico, Westindische Inseln) (von Alexander Wetmore 1920 als eigenständige Art beschrieben, könnte es sich heute um ein invalides Taxon oder um eine Unterart der Hispaniolaschleiereule (Tyto glaucops) handeln)

### Passeriformes
Sperlingsvögel

#### Acanthisittidae
Maorischlüpfer
- †Pachyplichas
  - Pachyplichas yaldwyni (Nordinsel, Neuseeland)
  - Pachyplichas jagmi (Südinsel, Neuseeland) (Könnte Unterart von yaldwini sein)
- †Dendroscansor
  - Dendroscansor decurvirostris (Südinsel, Neuseeland)

#### Mohoidae
- Prähistorisch ausgestorbene Arten einer neuzeitlich ausgestorbenen Gattung
  - Chaetoptila cf. angustipluma (Oʻahu und Maui, Hawaii-Inseln)
  -  ?Chaetoptila sp. (Maui, Hawaii-Inseln)

#### Corvidae
Rabenvögel
- Ausgestorbene Arten einer noch existierenden Gattung
  - Chatham-Rabe (Corvus moriorum) (Chatham-Inseln, Südwestpazifik)
  - Corvus impluviatus (Oʻahu, Hawaii-Inseln)
  - Maorikrähe oder Neuseelandkrähe (Corvus antipodum) (Neuseeland)
  - Corvus antipodum antipodum (Nordinsel, Neuseeland)
  - Corvus antipodum pycrafti (Südinsel, Neuseeland)
  - Corvus viriosus (Oʻahu und Molokaʻi, Hawaii-Inseln)
  - Corvus sp. 1 (Pu'u Wa'awa'a, Nord Kona Distrikt, Hawaiʻi, Hawaii-Inseln)
  - Corvus sp. 2 (Pu'u Wa'awa'a, Nord Kona Distrikt, Hawaiʻi, Hawaii-Inseln)
  - Corvus sp. (Neuirland, Melanesien)
  - Puerto-Rico-Krähe Corvus pumilis (Puerto Rico und St. Croix, Westindische Inseln)

#### Sturnidae
Stare
- † Cryptopsar
  - Mauritius-Star (Cryptopsar ischyrhynchus) (Mauritius, Maskarenen)
- Ausgestorbene Arten einer noch existierenden Gattung
  - Huahine-Star (Aplonis diluvialis) (Huahine, Gesellschaftsinseln)
  - Erromango-Star (Aplonis sp.) (Erromango, Vanuatu)

#### Turdidae
Drosseln
- Ausgestorbene Arten einer noch existierenden Gattung
  - Mauritius-Erddrossel (Geokichla longitarsus)
- †Meridiocichla
  - Meridiocichla salotti (Korsika, Kreta, Sardinien)

- Incertae sedis – Ungesicherte Zuordnung
  - Turdidae gen. et sp. indet. (Madeira)

#### Sylviidae
Grasmückenartige
- Ausgestorbene Arten einer noch existierenden Gattung
  - Eua-Buschsänger, Cettia sp. (’Eua, Tonga)

#### Zosteropidae
Brillenvögel
- Incertae sedis – Ungesicherte Zuordnung
  - Zosteropidae gen. et sp. indet. (ʻEua, Tonga)

#### Fringillidae
Finken
- Ausgestorbene Arten einer noch existierenden Gattung
  - Trias-Grünfink (Carduelis triasi) (La Palma, Kanarische Inseln)
  - Carduelis aurelioi (Teneriffa, Kanarische Inseln)
  - aff. Carduelis sp. (Madeira)
  - Pyrrhula crassa (Graciosa, Azoren)

Kleidervögel
- †Orthiospiza
  - Orthiospiza howarthi (Maui, Hawaii-Inseln)
- †Xestospiza
  - Xestospiza conica (Kauaʻi und Oʻahu, Hawaii-Inseln)
  - Xestospiza fastigialis (Oʻahu, Maui und Molokaʻi, Hawaii-Inseln)
- †Vangulifer
  - Vangulifer mirandus (Maui, Hawaii-Inseln)
  - Vangulifer neophasis (Maui, Hawaii-Inseln)
- †Aidemedia
  - Aidemedia chascax (Oʻahu, Hawaii-Inseln)
  - Aidemedia zanclops (Oʻahu, Hawaii-Inseln)
  - Aidemedia lutetiae (Maui und Molokaʻi, Hawaii-Inseln)
- prähistorisch ausgestorbene Arten von noch existierenden oder neuzeitlich ausgestorbenen Gattungen
  - Telespiza persecutrix (Kauaʻi und Oʻahu, Hawaii-Inseln)
  - Telespiza ypsilon (Maui und Molokaʻi, Hawaii-Inseln)
  - Telespiza aff. ypsilon (Maui, Hawaii-Inseln)
  - Rhodacanthis forfex (Kauaʻi und Maui, Hawaii-Inseln)
  - Rhodacanthis litotes (Oʻahu und Maui, Hawaii-Inseln)
  - Chloridops wahi (Oʻahu und Maui, Hawaii-Inseln)
  - Chloridops regiskongi (Oʻahu, Hawaii-Inseln)
  - Hemignathus vorpalis (Hawaiʻi, Hawaii-Inseln)
  - Hemignathus upupirostris (Kauaʻi und Oʻahu, Hawaii-Inseln)
  - Ciridops tenax (Kauaʻi, Hawaii-Inseln)
  - Ciridops cf. anna (Molokaʻi-Unterart des Kohala-Kleidervogels, Hawaii-Inseln)
  - Ciridops sp. (Oʻahu-Unterart des Kohala-Kleidervogels, Hawaii-Inseln)
- Incertae sedis – Ungesicherte Zuordnung
  - Drepanididae gen. et sp. indet. (Maui, Hawaii-Inseln) – mindestens drei Arten
  - Drepanididae gen. et sp. indet. (Oʻahu, Hawaii-Inseln)

#### Emberizidae
Ammern
- †Pedinorhis
  - Pedinorhis stirpsarcana (Puerto Rico, Westindische Inseln)
- Ausgestorbene Arten einer noch existierenden Gattung
  - Emberiza alcoveri (Teneriffa, Kanarische Inseln)
  - Caiman-Brac-Gimpelfink Melopyrrha latirostris (Cayman Brac)

#### Icteridae
Stärlinge
- Ausgestorbene Arten einer noch existierenden Gattung
  - Dolichonyx kruegeri (Kuba)

#### Hirundinidae
Schwalben
- Ausgestorbene Unterarten von noch existierenden Arten
  - Hirundo tahitensis ssp. nov. (Hendersoninsel, Südpazifik)

#### Estrildidae
Prachtfinken
- Ausgestorbene Arten einer noch existierenden Gattung
  - Erythrura sp. (Rota, Marianen)